# Museo de arte asiático de Berlín
El museo de arte asiático (en alemán: Museum für Asiatische Kunst) se encuentra en el barrio berlinés de Dahlem. Posee 25.000 artefactos de arte.

## Historia
El museo, instalado antes en el Museo etnológico de Berlín, está abierto desde diciembre de 2006. Es componente de los museos de Dahlem, ocupando el mismo edificio que el Museo etnológico de Berlín.
Con aproximadamente 206nbsp;000 objetos expuestos, es el uno de los más grandes museos en el mundo sobre el arte asiático antiguo. Forma parte Museos nacionales de Berlín.

## Galería

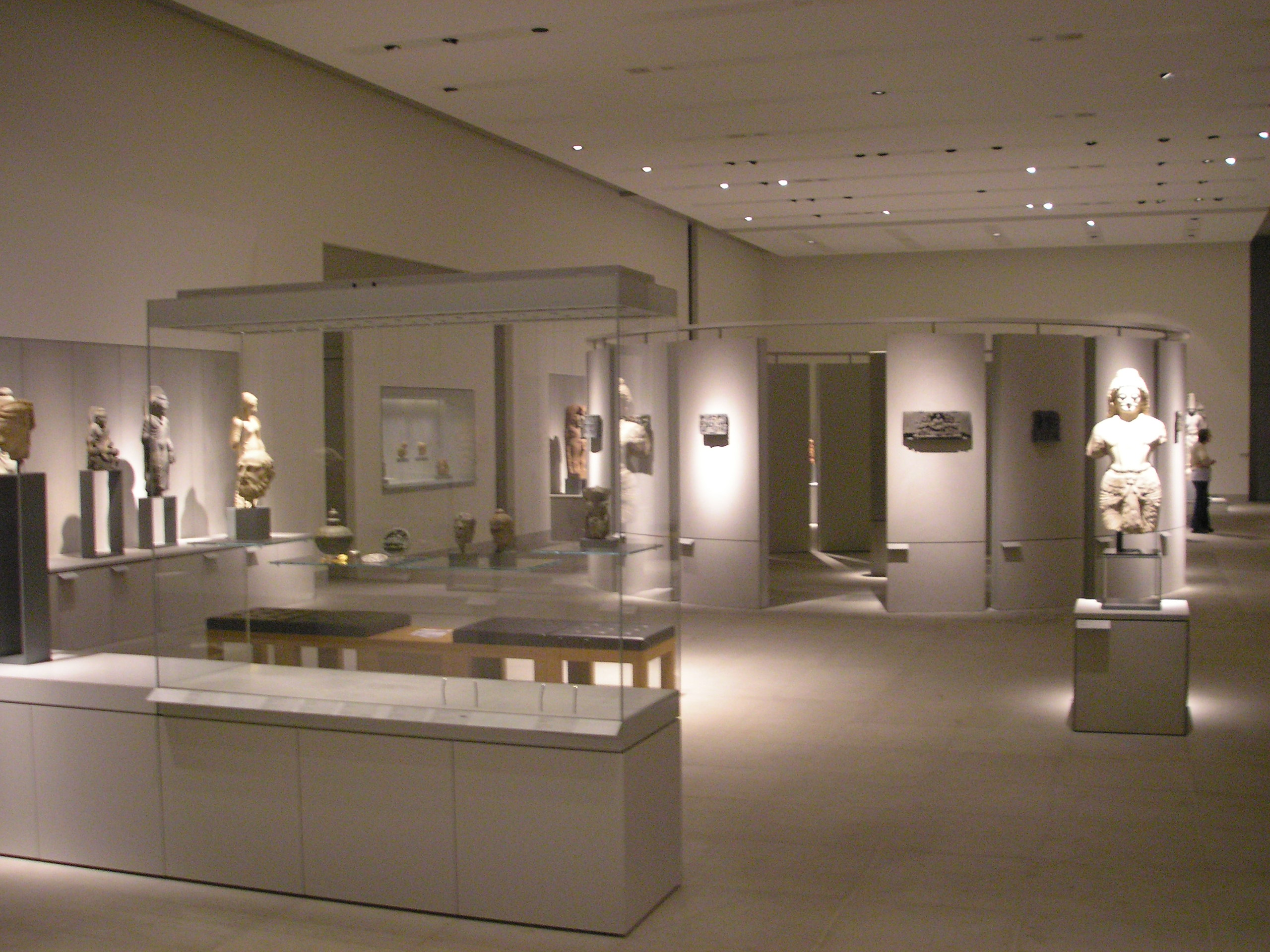
La parte india del museo.
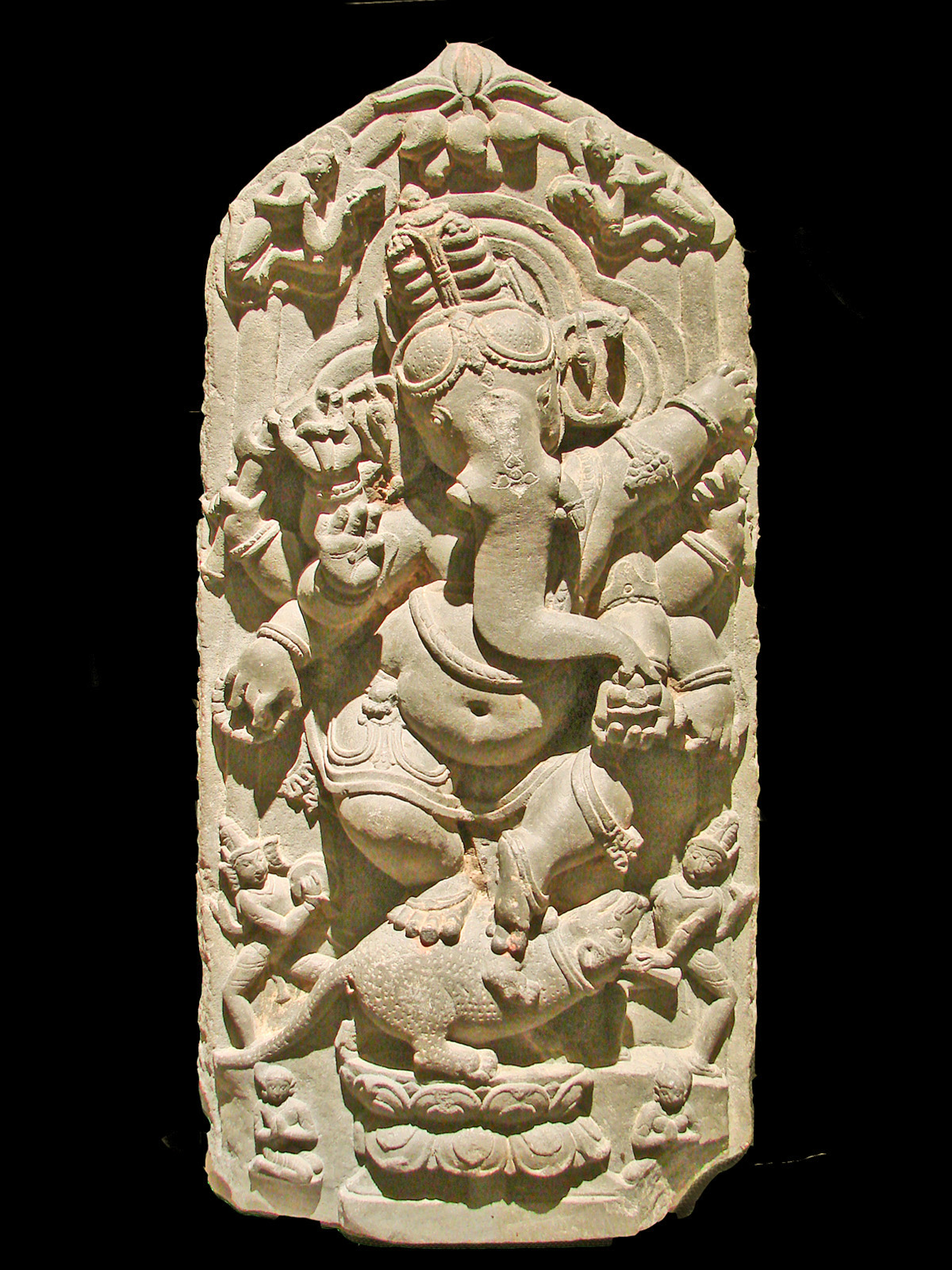
Escultura de Ganesh
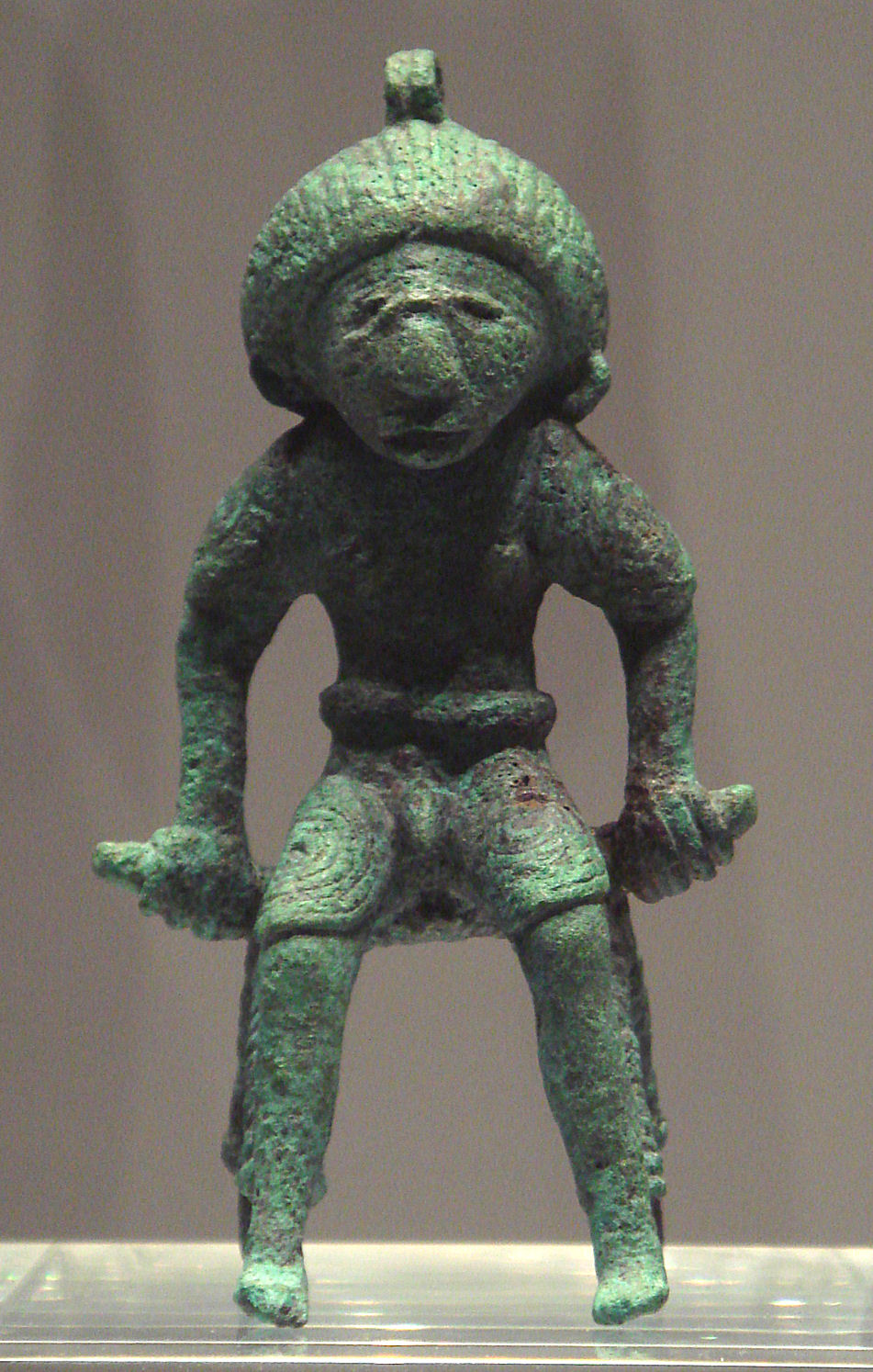
Figurine de bronce.
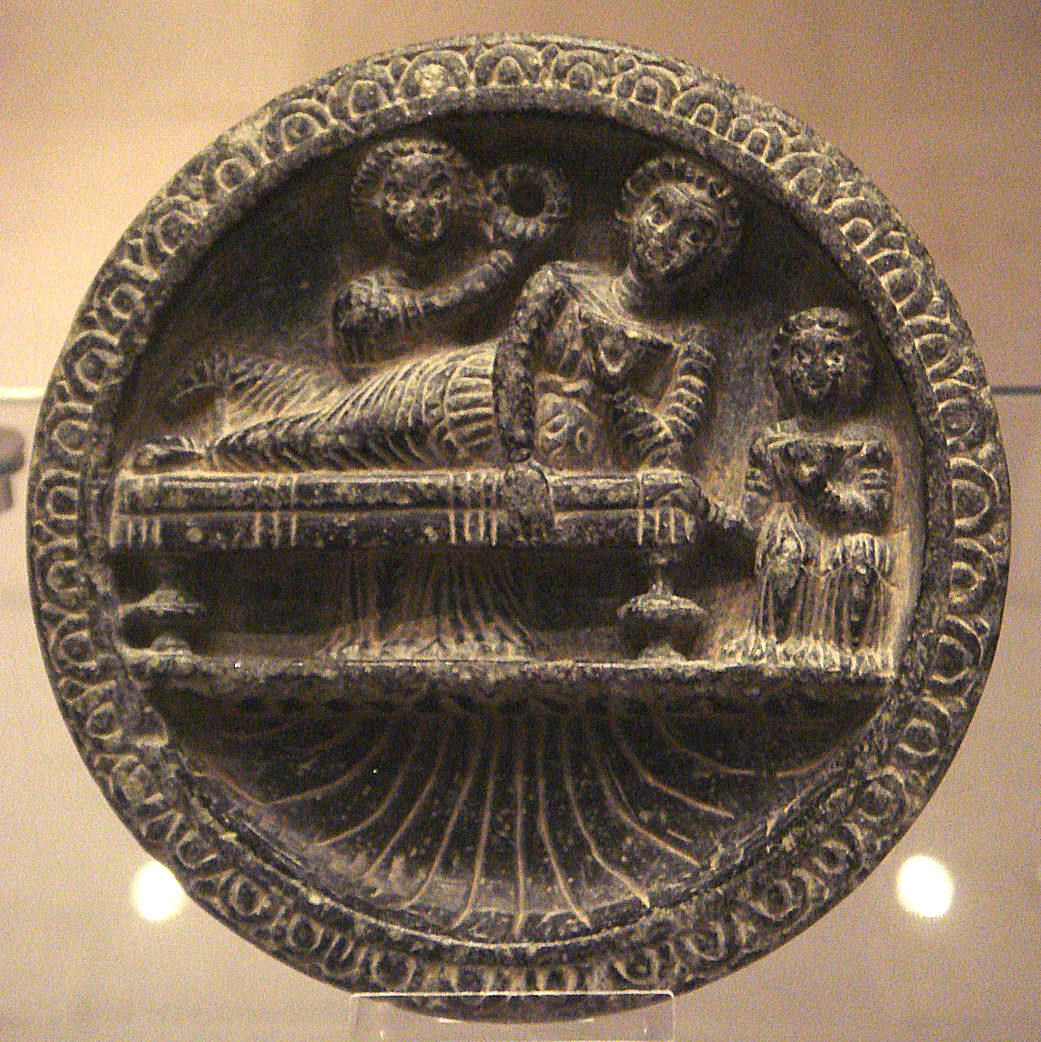
Gandhara.
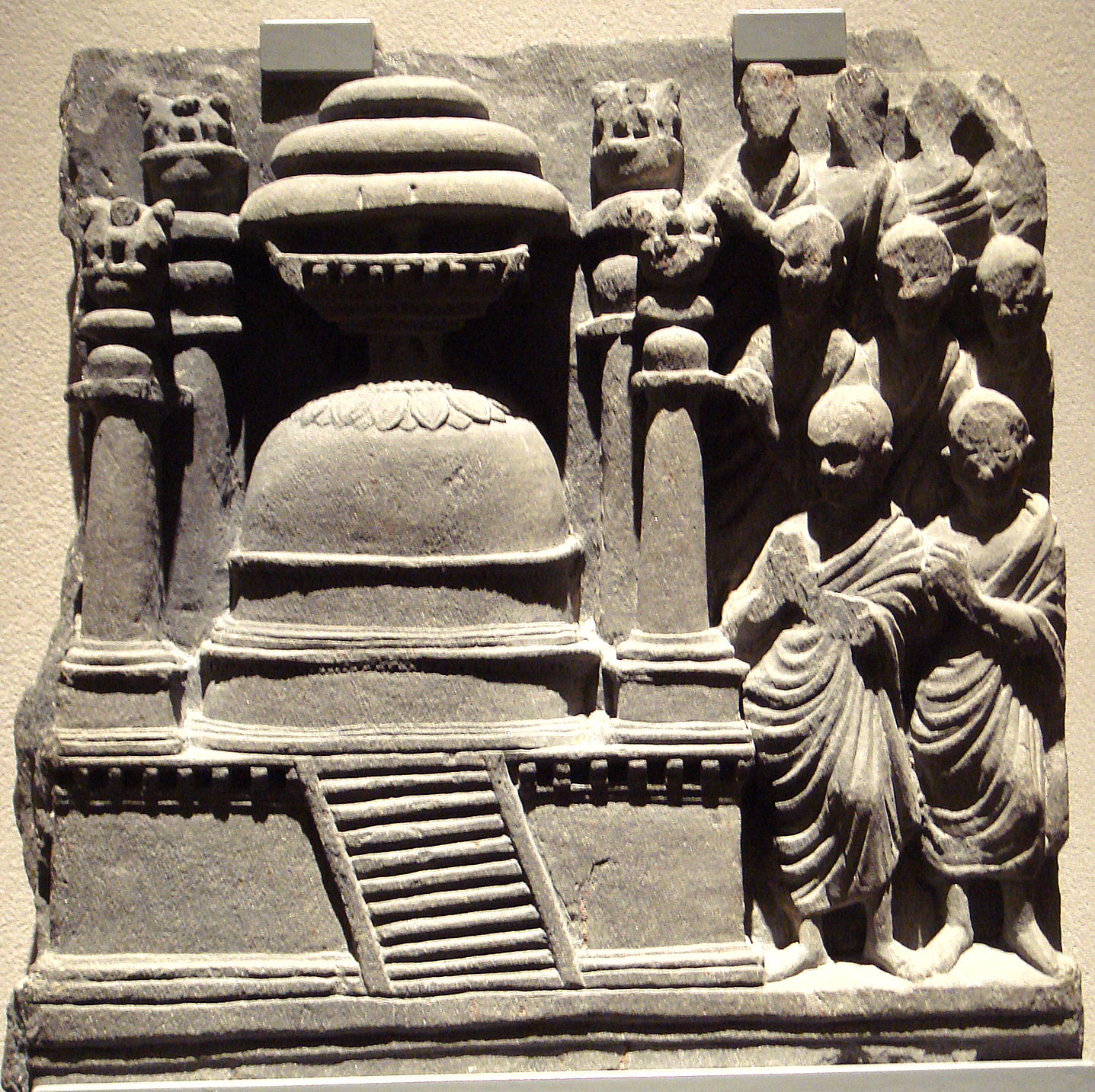
Gandhara.
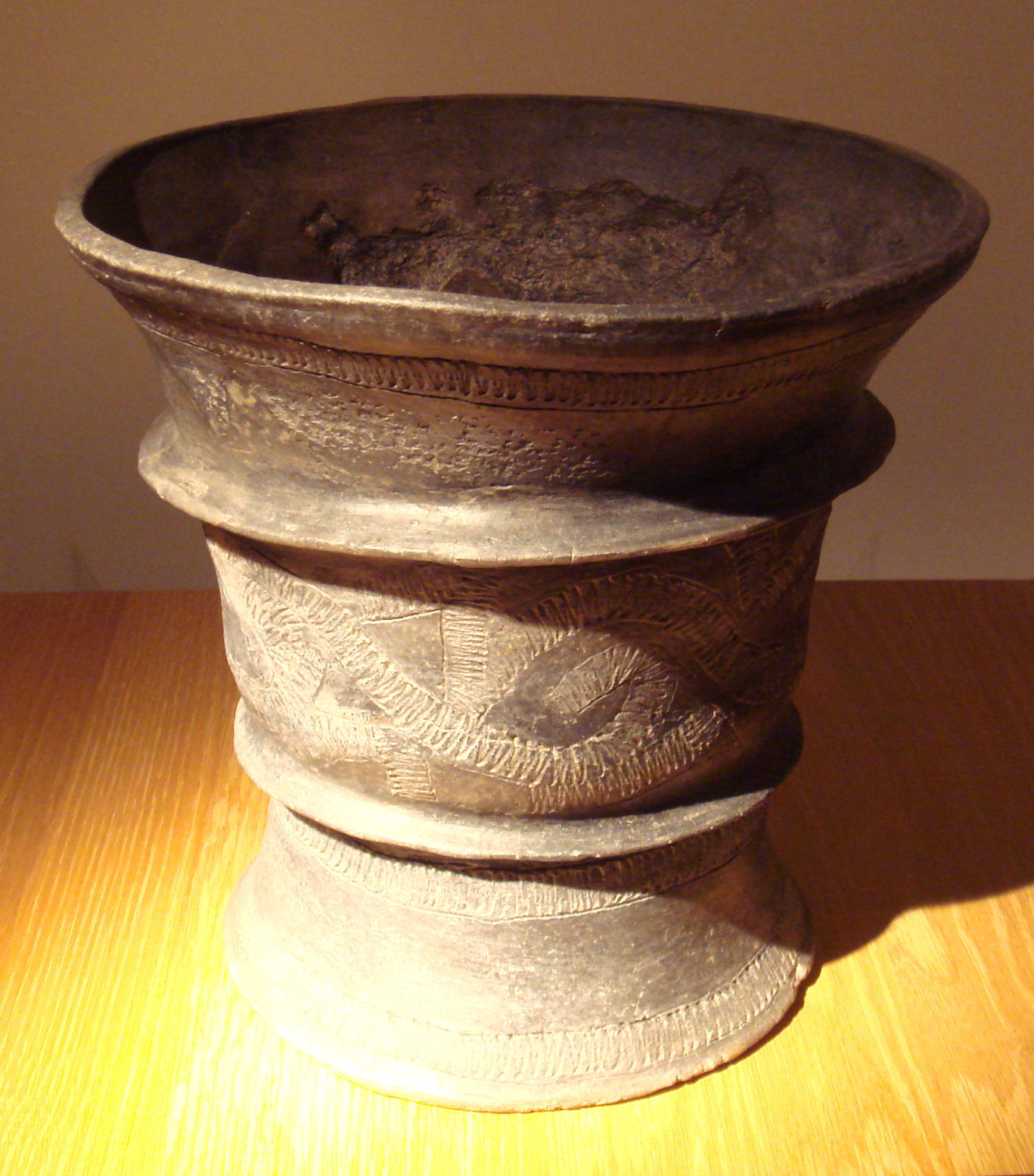
Jarrón Bando Chiang.